# Gumurishi
Gumurishi (en georgiano: ღუმურიში; en abjasio: Ӷәымрышь, romanizado: Gumrysh) es un pueblo que pertenece a la parcialmente reconocida República de Abjasia, dentro del distrito de Tkvarcheli, aunque de iure es parte del municipio de Gali de la República Autónoma de Abjasia de Georgia.

## Toponimia
En georgiano el pueblo se conoce como Kvemo Gumurishi (en georgiano: ქვემო ღუმურიში). 

## Geografía
Gumurishi está a 44 km al sureste de Tkvarcheli. Limita con Okumi en el noreste, Rechji y Pirveli Gali en el oeste; y tras el embalse de Gali, en el sur están los pueblos de Saberio, Dijazurga y Majunyia (distrito de Gali). Las aldeas de Partogali y Zemo Gumurishi están bajo la administración del pueblo.

## Historia
Gumurishi fue en el pasado parte de la región histórica georgiana de Mingrelia y desde el siglo XVII de Samurzakán. A fines del siglo XIX, Samurzakán se dividió en dos zonas lingüísticas: el abjasio permaneció en las zonas montañosas mientras y el mingreliano permaneció en las tierras bajas. Gumurishi pertenecía a una zona estrecha donde se mezclaban las dos lenguas. Después del establecimiento de la Unión Soviética, la aldea formó parte de la RASS de Abjasia dentro del distrito de Gali. En este periodo casi toda la población era de nacionalidad georgiana. 
Durante la guerra de Abjasia en 1992-1993, la aldea estuvo controlada por las tropas del gobierno georgiano y, después de los combates, la población quedó bajo el dominio separatista de Abjasia. En comparación con la situación anterior a la guerra, la población se ha reducido en gran medida.
Según los acuerdos de Moscú de 1994 sobre el alto el fuego y la división de las partes beligerantes, esta parte del distrito de Tkvarcheli se integró en la zona de amortiguamiento, donde la seguridad de las fuerzas de paz de la CEI se ocupaba de la seguridad dentro de la misión UNOMIG. Además Gumurishi fue transferido del distrito de Gali a distrito de Tkvarcheli. Las fuerzas de paz abandonaron Abjasia después de que Rusia reconociera su independencia en 2008.

## Demografía
La evolución demográfica de Gumurishi entre 1926 y 2011 fue la siguiente:
| 1164                                                | 1050 | 1031 | 704 |
| (Fuente: Population of Abkhazia since Soviet times) |      |      |     |

La población ha disminuido mucho tras la Guerra de Abjasia pero su composición no ha variado, siendo inmensamente mayoritarios los georgianos étnicos. 
|              | 2011      | 2011       |
| Grupo étnico | Población | Porcentaje |
| ------------ | --------- | ---------- |
| Georgianos   | 696       | 98,9%      |
| Abjasios     | 4         | 0,5%       |
| Rusos        | 1         | 0,1%       |
| Total        | 704       | 100%       |

## Infraestructura

### Arquitectura y monumentos
El pueblo tiene dos iglesias de importancia, la iglesia de Gumurishi (con origen en el siglo XI) y la iglesia de Gumurishi en Sagergaio (siglo XIX).